# 출장 십오야
출장 십오야는 tvN에서 방영되고 방영 후 유튜브 채널 'Fullmoon'을 통해 재방영되는 대한민국의 버라이어티 쇼이다. 이 프로그램은 '뒤돌아보지 말아요'에 이은 tvN의 짧은 형태의 콘텐츠이다.

## 개요
| 시즌 | 시즌 | 에피소드 | 에피소드        | 최초 방영        | 최초 방영      | 시간대 (KST)            |
| 시즌 | 시즌 | 전체     | 스페셜          | 첫 방영          | 종영           | 시간대 (KST)            |
| ---- | ---- | -------- | --------------- | ---------------- | -------------- | ----------------------- |
|      | 1    | 14       | –               | 2021년 3월 12일  | 2021년 6월 4일 | 금요일 22:50            |
| 1    | 1    | 14       | 2021년 2월 5일  | 2021년 2월 5일   |                | 금요일 22:50            |
| 1    | 1    | 14       | 2021년 6월 13일 | 2021년 6월 13일  |                | 금요일 22:50            |
|      | 2    | 23       | –               | 2021년 12월 26일 | 2022년 3월 4일 | 금요일 22:30 또는 22:40 |
| 1    | 2    | 23       | 2022년 7월 10일 | 2022년 7월 10일  |                | 금요일 22:30 또는 22:40 |
| 3    | 2    | 23       | 2022년 7월 15일 | 2022년 7월 29일  |                | 금요일 22:30 또는 22:40 |
| 2    | 2    | 23       | 2022년 8월 5일  | 2022년 8월 12일  |                | 금요일 22:30 또는 22:40 |
| 1    | 2    | 23       | 2022년 9월 9일  | 2022년 9월 9일   |                | 금요일 22:30 또는 22:40 |
| 3    | 2    | 23       | 2022년 11월 6일 | 2022년 11월 20일 | 일요일 22:40   |                         |
| 1    | 2    | 23       | 2023년 1월 27일 | 2023년 1월 27일  | 금요일 22:30   |                         |
| 2    | 2    | 23       | 2023년 2월 3일  | 2023년 2월 10일  | 월요일 22:30   |                         |